# Напівлокально однозв'язний простір
В математиці, зокрема алгебраїчній топології, напівлокально однозв'язним простором називається топологічний простір, що задовольняє деяку умову локальної зв'язності, що має застосування у теорії накриттів. Умова напівлокальної однозв'язності є необхідною і достатньою (при виконанні деяких інших умов) для існування універсального накриття і бієкції між підгрупами фундаментальної групи простору і його накриттями.
Більшість типових прикладів топологічних просторів, зокрема топологічні многовиди і CW комплекси є напівлокально однозв'язними. Стандартним прикладом топологічного простору, що не є напівлокально однозв'язним є гавайська сережка.

## Означення
Топологічний простір X називається напівлокально однозв'язним, якщо для кожної точки простору X існує окіл U з властивістю, що кожна петля у U може бути стягнута в одну точку в X, тобто її клас гомотопії у просторі X є тривіальним. Окіл U не обов'язково має бути однозв'язним: хоча кожна петля в U має бути гомотопною одиниці в просторі X, вона може не бути гомотопною одиниці в U. 
Еквівалентно X є напівлокально однозв'язним простором якщо кожна точка в X має окіл U, для якого гомоморфізм з фундаментальної групи U у фундаментальну групу X, індукований включенням множини U в X, є тривіальним гомоморфізмом (тобто його образ є одиничним елементом).
Більшість основних теорем теорії накриттів, зокрема існування універсального накриття вимагає щоб базовий простір був лінійно зв'язаним, локально лінійно зв'язаним і напівлокально однозв'язним. Умова напівлокальної однозв'язності є необхідною для існування однозв'язного накриття, а при інших вказаних умовах і достатньою.

## Приклади

Типовим прикладом простору, що не є напівлокально однозв'язним є гавайська сережка: об'єднання на площині кіл виду {\displaystyle C_{n}=\left\{(x,y)\in \mathbb {R} ^{2}{\Big |}\left(x-{\frac {1}{n}}\right)^{2}+y^{2}={\frac {1}{n^{2}}}\right\}}із індукованою топологією. Тоді кожен окіл початку координат містить нескінченну кількість кіл, які не є гомотопними точці.
Іншим прикладом простору, що не є напівлокально однозв'язним є доповнення множини Q × Q на площині R2, де Q — множина раціональних чисел. Фундаментальна група цього простору є незліченною.